# August Müller senior
August Müller (* 17. Dezember 1679 in Meuro; † 27. September 1749 in Kemberg) war ein deutscher evangelischer Theologe.

## Leben
August war ein Sohn des Pfarrers Matthias Müller und der ihm am 16. Januar 1672 angetrauten Pfarrerstochter Maria Magdalena geb. Michaelis. Er besuchte ab 1692 die Stadtschule in Schmiedeberg und 1694 die Stadtschule in Wittenberg. Daneben hatte er, von 1695 bis 1697, durch Johann Christian Bucke privaten Hausunterricht erhalten. 1697 kam er auf das Gymnasium in Merseburg. Am 10. Juli 1699 nahm Müller ein Studium der Theologie an der Universität Wittenberg auf. Hier avancierte er am 15. Oktober 1700 zum Magister der Philosophie und fand am 25. August 1707 als Adjunkt der philosophischen Fakultät, Zugang zum Lehrkörper der Hochschule.
Nachdem er sich am 20. März 1710 das Lizentiat der Theologie erworben hatte, zog er als Oberpfarrer und Superintendent nach Jessen. Am 2. Oktober 1711 promovierte er in Wittenberg zum Doktor der Theologie. Dem Ruf der Universität folgend nahm Müller 1716 das Amt des Probstes und Superintendenten in Kemberg an. Das ehrenhafte Angebot, noch im 60. Lebensjahr eine Professur in Wittenberg zu übernehmen, lehnte er ab. Da sein Erinnerungsvermögen im Alter sehr stark abnahm, erhielt er 1746 seinen Sohn Gottlieb als Substituten.
Müller brachte mehrere kleine Veröffentlichungen heraus, die alle religiöse Themen berührten. Dazu gehörten sechs eigene Disputationen aus der Zeit von 1701 bis 1709, vier Disputationen anderer Personen und drei Predigten, die er selbst geschrieben hatte. Sein Bildnis befindet sich auf einem Gemälde in der Kemberger Stadtkirche.

## Familie
Müller war zwei Mal verheiratet. Seine erste Ehe schloss er am 1. Mai 1710 in Jessen mit Euphrosyne Maria Röhrensee († 24. April 1711 in Jessen), die Tochter des Wittenberger Professors Christian Röhrensee. Seine zweite Ehe schloss er am 7. Februar 1713 mit Eleonore Christine Nitzsch (* 25. März 1697 in Gießen; † 30. November 1780 in Kemberg), die Tochter des Gregor Nitzsch und der Catarina Elenora Hanneken. Von den Kindern dieser Ehen sind bekannt:
1. August Müller (* 11. April 1711 in Jessen; † 26. Juni 1789 in Marzahna) Pfr. Marzahna
2. Friedrich Müller (* 1. Dezember 1714 in Jessen; † 2. Mai 1750 in Zeitz) 12. April 1719 Uni. Wittenberg (dep.), 29. April. 1730 Mag. phil. ebd., 7. April 1736 Mag. legens ebd., 1738 3. Diak. Stadtkirche Torgau, 1745 Archidiakon Weißenfels, 1748 Oberpf. St. Nicolai in Zeitz, verh. 20. Januar 1739 mit Margarethe Elisabeth Kießling, To. des Superintendenten in Borna Johann Kießling, seine Witwe verh. II mit dem Merseburger Stiftssuperintendenten Johann David Steinmüller
3. Eleonore Catherine Müller (~ 1. März 1717 in Kemberg) verh. mit Samuel Funke, Witwer, Pfr. Seegrena
4. Johanna Dorothea Müller (~ 18. Juni 1719 in Kemberg) verh. I. 16. Juni 1734 in Kemberg mit Johann Gottfried Wachsmuth[3] verh. II. 7. Mai 1759 in Kemberg mit Friedrich Müller[4]
5. Gottlieb Müller (* 11. Juli 1721 in Kemberg; † 9. August 1793 ebenda) Probst Kemberg
6. Augusta Christina Müller (~ 1. Juni 1723 in Kemberg; † jung)
7. Charlotta Sophie Müller (~ 5. Mai 1726 in Kemberg)
8. Samuel Müller (* 14. November 1728 in Kemberg; † jung)
9. Friederike Müller (* 8. Mai 1731 in Kemberg; † 12. Februar 1763 in Succow) verh. 1755 mit Anton Friedrich von Dambrowski
10. Ernestine Christine Müller (* 2. April 1735 in Kemberg; † 27. Juli 1798 ebenda), verh. 23. Juli 1764 mit Johann Jacob Reiske

## Werke
- Disp. de cura annonae. Wittenberg 1699.
- Disp. de privilegiis literatorum in gente hebraea. Präs. M. Jo. Leonhardus Lenz. Wittenberg 1700. (Online)
- Disp. de lupanaribus in republ. non tolerandis. Wittenberg 1700.
- Disp. de invidia. Wittenberg 1700.
- Disp. de tribus Jacobis in numero Apostolorum. Wittenberg 1700.
- Disp. de principiis eruditionis. Wittenberg 1700.
- Disp. pro loco, de fervore, tepore et frigore theologico. Präs. Gottlieb Wernsdorf. Wittenberg 1707
- Disseertatio theologica inauguralis de diabebaiōsei, sive asseveratione doctrinae, ad Tit. III, 8. Gerdes, Wittenberg 1710. (Digitalisat)
- Andreas Apostolus in Andrea Gormanno redivivus. Wittenberg 1714.
- Die Gnadenerleuchtung des von der Natur verfinsterten menschlichen Verstandes. (Predigt) Wittenberg 1738.
- Gnadenbund Gottes. Eine Predigt über das Evang. Septuag. Torgau 1741.[5]